# Morderca prostytutek z West Mesa
Morderca prostytutek z West Mesa – niezidentyfikowany seryjny morderca, który działał na terenie Albuquerque w latach 2003–2004. Zamordował 11 kobiet – większość ofiar była prostytutkami, a ich ciała zakopał na opuszczonej, pustynnej działce w dzielnicy West Mesa.

## Odkrycie zbrodni i ofiary
2 lutego 2009 roku, w West Mesa – zachodniej dzielnicy Albuquerque, kobieta spacerująca z psem natrafiła na ludzkie kości. Znalezisko miało miejsce na pustej, 40-hektarowej, pustynnej działce przeznaczonej pod budowę osiedla mieszkaniowego (obecnie developer wycofał się z planów budowy i działka pozostaje pusta). W trakcie oględzin, policja odnalazła szczątki należące do więcej niż jednej osoby. Przeszukiwania całej działki trwały 2 miesiące i doprowadziły do odnalezienia 11 ludzkich szkieletów.
Identyfikacja szczątków zajęła ponad rok. Ostatecznie ustalono, że większość ofiar była prostytutkami pracującymi w Albuquerque, które zaginęły w latach 2003–2004. Nie wiadomo co działo się z kobietami po ich zaginięciu oraz nie ustalono przyczyny ich zgonów. Poniższa tabela przedstawia nazwiska ofiar oraz okres, w którym zaginęły. W większości przypadków nie udało się ustalić dokładnych dat zaginięć kobiet.
| Lp. | Ofiara            | Wiek | Data zaginięcia  |
| --- | ----------------- | ---- | ---------------- |
| 1.  | Monica Candelaria | 21   | Maj 2003         |
| 2.  | Doreen Marquez    | 24   | Październik 2003 |
| 3.  | Victoria Chavez   | 26   | Styczeń 2004     |
| 4.  | Veronica Romero   | 27   | Luty 2004        |
| 5.  | Evelyn Salazar    | 27   | Kwiecień 2004    |
| 6.  | Jamie Barela      | 15   | Kwiecień 2004    |
| 7.  | Syllania Edwards  | 15   | Maj 2004         |
| 8.  | Virginia Cloven   | 24   | Czerwiec 2004    |
| 9.  | Cinnamon Elks     | 32   | Lipiec 2004      |
| 10. | Julie Nieto       | 24   | Sierpień 2004    |
| 11. | Michelle Valdez   | 22   | Wrzesień 2004    |

## Podejrzani
W trakcie śledztwa wytypowano trzech podejrzanych, jednak żadnemu nigdy nie postawiono zarzutów morderstwa kobiet z West Mesa:
- Joseph Blea – przestępca skazany w 2015 roku na 36 lat więzienia za cztery napaści na tle seksualnym. Jako podejrzanego, wskazała go jego żona, która zgłosiła swe podejrzenia wobec męża już tydzień po odnalezieniu pierwszych szczątków w West Mesa. Kobieta zeznała, że Blea znosił do domu biżuterię, która nie należała do nikogo z domowników, a córka mężczyzny znalazła w szopie duże ilości damskiej bielizny. W trakcie śledztwa wyszło na jaw, że Blea jest stałym klientem prostytutek, a jedna zeznała, że usiłował ją kiedyś skrępować, bez jej zgody[3].
- Scott Kimball – seryjny morderca, który zabił w stanie Kolorado 4 osoby (3 kobiety i mężczyznę). Zabójstw dokonał by zostać informatorem FBI, w sprawach dotyczących jego ofiar. Został aresztowany w 2006 roku i skazany na 70 lat więzienia. Policja podejrzewała go, gdyż w 2004 roku mieszkał w Albuquerque i pracował jako kierowca ciężarówki. Na przesłuchaniu, Kimball zaprzeczył, by miał coś wspólnego ze zbrodniami w West Mesa[4].
- Lorenzo Montoya – stały klient prostytutek, który był znany z brutalności wobec kobiet. Wielokrotnie groził swej dziewczynie śmiercią. W 1999 roku był podejrzany o usiłowanie zabójstwa prostytutki. W grudniu 2006 roku zgwałcił i zabił nastolatkę – został przyłapany przez jej partnera i zastrzelony. Po jego śmierci, w przyczepie campingowej, w której mieszkał znaleziono kasety VHS, na których zarejestrowano, jak Montoya uprawia z kobietami sadystyczny seks. Kilka lat po jego śmierci odkryto zbrodnię w West Mesa. Śledczy uznają go za podejrzanego, gdyż seria morderstw zakończyła się po śmierci Montoi[5].